# فیض احمد فیض
فیض احمد فیض (زاده ۱۹۱۱- درگذشته ۱۹۸۴) شاعر بزرگ پاکستانی و فعال کمونیست بود. او در سیالکوت متولد شد که شهری در منطقه پنجاب است که در حال حاضر بخشی از پاکستان محسوب می‌شود. او پس از جدایی پاکستان در ۱۹۴۷ در آن کشور باقی‌ماند و در لاهور درگذشت. فیض عضو "جنبش نویسندگان پیشرو" بود و در ضمن مارکسیست و کمونیستی مصمم و جدی بود. او در ۱۹۶۲ جایزهٔ صلح لنین را از اتحاد شوروی دریافت کرد.
در ۱۹۳۰ فیض با زنی بریتانیایی به نام آلیس فیض ازدواج کرد. آن‌ها صاحب دو دختر شدند. معروف است که آلیس تأثیر عظیمی بر زندگی و اشعار فیض داشته است.